# Luigi Giannini
Luigi Giannini (Novara, 8 febbraio 1945) è un ex calciatore italiano, di ruolo centrocampista.

## Carriera
"Bandiera" del Novara, ha disputato con i piemontesi quindici campionati, nove in Serie B e sei in Serie C, intervallati da due stagioni (una in Serie B e una in Serie C) con il Bari e una in Serie C con il Verbania. Nel 1979 è passato tra i dilettanti con l'Iris Borgoticino.
In carriera ha totalizzato complessivamente 229 presenze e 10 reti fra i cadetti.

## Palmarès

### Club
- Serie C: 1

Novara: 1969-1970

### Nazionale
- Giochi del Mediterraneo: 1

Napoli 1963